# Rose Marie Stuckert-Schnorrenberg
Rose Marie Stuckert-Schnorrenberg (* 22. Februar 1926 in Düsseldorf; † 14. Juni 2021) war eine deutsche Malerin.

## Leben
Rose Marie Stuckert-Schnorrenberg wuchs in Düsseldorf auf und hatte bereits in ihrer Kindheit den Wunsch zu malen. Von 1947 bis 1951 absolvierte sie die Landeskunstschule in Hamburg unter Erich Hartmann und zwischen 1952 und 1955 erhielt sie ein Stipendium an der Akademie der Bildenden Künste in Düsseldorf. Sie wurde Meisterschülerin von Ferdinand Macketanz.
1954 kam sie an den Bodensee, wo sie ihre Düsseldorfer Künstlerkollegen wiedertraf, die sich in den politisch sehr schwierigen Jahren unter Hitler bereits auf die Höri am Untersee geflüchtet hatten, da ihre Malerei damals als entartet galt und sie mit ihren Familien die nahe Schweizer Grenze suchten. Dort hatte sich die Künstlergruppe der Höri-Maler gebildet, die in der dritten und wichtigsten Phase ihren Höhepunkt erreichte. Dazu gehörten Curth Georg Becker, Otto Dix, Erich Heckel, Ferdinand Macketanz, Jean Paul Schmitz, Rudolf Stuckert, Gertraud und Walter Herzger, Walter Kaesbach und Max Ackermann. Stuckert-Schnorrenberg gehörte dieser Gruppe der Höri-Maler an und lebte und arbeitete in deren Mitte.
1967 heiratete sie Rudolf Stuckert, zu ihrer älteren Tochter bekam sie 1972 eine gemeinsame Tochter mit ihm. Im selben Jahr gründeten sie auch die Galerie Stuckert in Konstanz, deren Geschäftsführerin sie war.
1976 zogen sie von Wangen in ein altes Bauernhaus im Weiler Bettnang, der zu Moos auf der Höri gehört. Dort arbeiteten sie beide fortan. Es herrschte unter der Künstlergruppe weiterhin ein angenehmer und herzlicher Kontakt.
1986 hatte ihre jüngere Tochter einen schweren Unfall und 2002 starb ihr Gatte, den sie bis zum Tod gepflegt hatte.
Trotz der vielen familiären Pflichten arbeitete Rose Marie Stuckert-Schnorrenberg weiter im Atelier. Von 1976 bis 1994 arbeitete sie darüber hinaus als Kunsterzieherin an der evangelischen Internatsschule Schloss Gaienhofen.

## Leistungen
In den letzten Jahrzehnten war sie intensiv in der süddeutschen Kunstszene präsent. In ihrem letzten Lebensabschnitt fand ihre Kunst auch im Ausland Verbreitung und Zuspruch. Ihr Malstil wird als überwiegend expressiv realistisch bis leicht abstrahiert eingeordnet mit dynamischem Duktus bis zu mehrheitlich sensibler feiner Pinselführung.
Hauptsächlich malte sie Landschaftsausschnitte, häufig in Form von Fensterbildern. Hier zeigen sich die Einflüsse von Macketanz, der selbst von der Gruppe Der Blaue Reiter beeinflusst war und bis zu Matisse zurückgeht: „Die Farbe wird aus der Funktion der Gegenstandsbezeichnung gelöst und hat hinsichtlich der formalen Bildorganisation den Blick aus dem Fenster.“
Beachtlich war ferner ihr Engagement im sozialen Bereich mit vielen von ihr initiierten Zontaprojekten, sowie der Behindertenförderung, die ihr ein besonderes Anliegen war. Die Druckerpresse, welche Erich Heckel ihrem Gatten vererbt hatte, hat sie allen Kunstschaffenden in ihrem Landkreis zugänglich gemacht.

## Ehrungen
- Ehrenmitglied des Kunstvereins Radolfzell
- Mitbegründer „Der kleine Kreis“ Künstlergruppe
- Gründungsmitglied der Zontafrauen Sektion Konstanz
- Bundesverdienstkreuz am Bande, 2007